# Жерноково (Кезький район)
Жерно́ково (рос. Жерноково) — присілок в Кезькому районі Удмуртії, Росія.
Населення — 46 осіб (2010; 46 в 2002).
Національний склад станом на 2002 рік:
- удмурти — 80 %